# 深空
深空 （英語：deep space）通常指太陽系範圍外的宇宙空間，或地球大氣極限（約2000～3000km）以外的區域。